# Chaser (datorspel)
Chaser är ett FPS-datorspel utvecklat av Cauldron och utgivet till Windows av JoWooD Productions år 2003. Spelets spelmotor är CloakNT.